# تومویو اوشیما
تومویو اوشیما (انگلیسی: Tomoyo Ōshima؛ زادهٔ ۱۹۴۹) تدوین‌گر اهل ژاپن است.